# Subliminal
Jaakow "Kobi" Szimoni (hebr. יעקוב "קובי" שמעוני, ur. 13 listopada 1979), powszechnie znany jako Subliminal (hebr. סאבלימינל) – izraelski raper i producent muzyczny.

## Życiorys
Subliminal urodził się w Tel Awiwie w Izraelu. Jego matka pochodzi z Meszhedu w Iranie, a ojciec z Tunezji. Subliminal zaczął tworzyć muzykę w wieku 12 lat, a w wieku 15 lat spotkał Joawa Eliasi, rapera, znanego obecnie pod pseudonimem HaCel (hebr. הצל).
W 1995 duet zaczął koncertować w izraelskich klubach hip-hopowych. Nosili luźne spodnie i złote łańcuchy. Szybko zdobyli sławę wśród młodych ludzi i wkrótce została wydana pierwsza płyta pod tytułem Światło z Syjonu (hebr. האור מציון).
Po wybuchu Intifady Al-Aksa w 2000 roku zaczęli pisać piosenki patriotyczne. Stali się znani jako twórcy "syjonistycznego hip-hopu" i nadal są tak nazywani. W odróżnieniu od innych raperów, którzy są w większości nastawieni buntowniczo do otaczającej rzeczywistości, chwalą służbę wojskową i wystrzegają przed braniem narkotyków. 
Jak przyznaje artysta, jednym z głównych powodów pisania takich piosenek jest fakt, że Subliminal jest synem żydowskich uchodźców; "W Tunezji mój ojciec dorastał w rodzinie, która zamykała wszystkie drzwi i okna, ilekroć odbywały się żydowskie uroczystości – ze strachu przed atakami". Rodzice artysty wyemigrowali do Izraela w obawie przed utratą życia i tam przez wiele lat dochodzili do siebie po prześladowaniach.

## Wpływ na społeczeństwo
Poprzez teksty piosenek i koncerty Subliminal i jego grupa chcą inspirować i zachęcać nowe pokolenia do zjednoczenia się jako jeden naród. Subliminal większość koncertów rozpoczyna zawołaniem do publiczności: "Kto jest dumny z bycia Syjonistą w Izraelu, niech wyciągnie ręce w górę!". Subliminal na większości koncertów nosi ubrania typowego amerykańskiego hip-hopowca i duży naszyjnik z Gwiazdą Dawida.

## Dyskografia

### Albumy studyjne
- 2000 – Ha-Or mi-Cijon (hebr. האור מציון – "Światło z Syjonu")
- 2002 – Ha-Or we-Ha-Cel z HaCelem (hebr. האור והצל – "Światło i cień")
- 2004 – TACT All-Stars z artystami wytwórni TACT
- 2006 – Bidjuk ksze-chaszawtem sze-ha-kol nigmar (hebr. בדיוק כשחשבתם שהכל נגמר – "Dokładnie wtedy, gdy myśleliście, że wszystko się skończyło")
- 2011 – Jew-Niversal
- 2012 – Ha-jecira she-li (hebr. היצירה שלי – "Moje stworzenie")

### Single
- 2005 – Szir szel rega echad (hebr. שיר של רגע אחד – "Piosenka jednej chwili")
- 2006 – Joter mi-ze anachnu lo crichim (hebr. יותר מזה אנחנו לא צריכים – "Więcej niż to nam nie potrzeba"), gościnnie Itzik Shamli
- 2007 – Adon olam ad mataj? (hebr. אדון עולם עד מתי – "Panie świata, jak długo jeszcze?"), gościnnie Miri Ben-Ari
- 2009 – Alay (hebr. עלי – "Na mnie"), gościnnie Dana International

#### Z TACT All-Stars
- 2004 – Hineni/Viens ici (hebr./fr. הנני/Viens Ici – "Oto ja"), gościnnie Francky Perez
- 2004 – Lama? (hebr. ?למה – "Dlaczego?")
- 2004 – Prachim ba-kane (hebr. פרחים בקנה – "Kwiaty w lufie")
- 2005 – Szalom ba-Mizrach ha-Tichon (hebr. שלום במזרח התיכון – "Pokój na Bliskim Wschodzie")